# Mayor of Kingstown
Mayor of Kingstown är en amerikansk kriminal- och dramaserie vars första säsong hade premiär den 14 november 2021. Första säsongen bestod av tio avsnitt, och är skapad av Hugh Dillon och Taylor Sheridan. Seriens tredje säsong har premiär den 2 juni 2024 på Paramount+.

## Handling
Serien kretsar kring familjen McLusky i Kingstown där fängelseverksamheten är den enda blomstrande branschen.

## Rollista (i urval)
- Jeremy Renner - Mike McLusky
- Dianne Wiest - Miriam McLusky
- Hugh Dillon - Ian Ferguson
- Taylor Handley - Kyle McLusky
- Emma Laird - Iris
- Derek Webster - Stevie
- Aidan Gillen - Milo Sunter
- Kyle Chandler - Mitch McLusky
- James Jordan - Ed Simmons
- Nichole Galicia - Rebecca
- Michael Beach - Kareem Moore
- Necar Zadegan - Evelyn Foley
- Lane Garrison - Carney